# Blinking with Fists
Blinking with Fists é o primeiro livro de poesias do cantor, compositor e  guitarrista do Smashing Pumpkins e ex-Zwan, Billy Corgan.
Os poemas foram sendo escritos diretamente no blog on-line de Billy. O Volume de 57 poemas foi publicado pela Faber and Faber em 2004 e recebeu críticas variadas. A revista Entertainment Weekly o classificou com uma nota "D," chamando os poemas de "pretensiosos e detestavelmente esotéricos".   Apesar disso, o livro apareceu na lista do New York Times dos mais vendidos. Foi também o livro de poesias mais vendido, nos Estados Unidos, na primeira semana de lançamento.
A sobrecapa do livro foi concebida por Charlotte Strick e os trabalhos de arte e  fotografia são de Yelena Yemchuk, que estava envolvida com trabalhos artísticos para The Smashing Pumpkins e também emocionalmente com Billy Corgan.  O trabalho artístico interno do livro é de Gretchen Achilles.